# Лермантов, Владимир Николаевич
Владимир Николаевич Лермантов (1796—1872) — военный инженер, инженер путей сообщения, генерал-майор, двоюродный брат М. Ю. Лермонтова.

## Биография
Происходил из рода Лермантовых. Его отец, Николай Петрович Лермантов, после отставки с военной службы жил в своем захолустном имении Чухломского уезда Костромской губернии. Он был женат два раза, и Владимир был его старшим сыном от первого брака. По воспоминаниям внучки Владимира Николаевича Лермантова: «Семья была большая: всех братьев было около десяти и несколько сестер. Сейчас я могу припомнить имена далеко не всех, а именно: кроме деда, Николай, Вячеслав, Иван, Василий, Всеволод, Дмитрий… Имен дочерей я попросту не знаю, только знаю, что одна из них была замужем за Сумароковым, другая — за Яковлевым».
Владимир Лермантов родился 1 (12) июля 1796 года и с младенчества был записан в полк, по обычаям того времени. Зимой 1812/1813 года отец послал его учиться в Ярославский лицей, откуда, несмотря на возражения отца, он поступил в действующую армию: Высочайшим приказом от 17 мая 1813 года он был зачислен подпоручиком в Тульский пехотный полк. Позже, в газете «Русский инвалид», он вспоминал о своём участии в заграничном походе русской армии: 

Будучи в чине подпоручика армии, я участвовал в блистательном для русских войск сражении под Кульмом, при разбитии сильного французского корпуса, состоявшего из отборных войск, под командою маршала Вандама и взятии его в плен; при этом я был ранен пулею в плечо. За оказанное отличие я был награжден орденом Св. Анны 4-й (в то время он был Св. Анны 3-й) степени, причем в Высочайшей грамоте обо мне было сказано «что, будучи в стрелках, подходил к неприятелю с примерной неустрашимостью, опрокинул неприятеля штыками и занял выгодную позицию». В этом сражении молодецкие действия моих стрелков способствовали к отбитию захваченных неприятелем прусских орудий корпуса генерала Клейста. Прусский генерал Цитен, свидетель такой отваги русских храбрецов, представил меня лично, на поле сражения, Его Величеству Королю Прусскому, который после замечания о моей юности (мне было едва 17 лет) тут же наградил меня орденом «Pour le merite», взяв оный у одного из офицеров своей свиты.

Вылечившись, он успел поучаствовать в боях на подступах к Парижу и при штурме укреплённых высот Бельвю получил последнее ранение; был произведён в поручики. Высочайшим приказом от 6 мая 1814 года В. Н. Лермантов был переведён в Кременчугский пехотный полк, а спустя год приказом от 19 мая 1815 года — в Лейб-гвардии Егерский полк.
В 1816 году он был адъютантом при генерал-лейтенанте Пышницком; 6 июля 1817 года был произведён в штабс-капитаны; 3 января 1820 года — в капитаны; 23 февраля 1823 года — в полковники с переводом в Лейб-гвардии Финляндский полк, но в следующем году был «уволен от службы за ранами с мундиром и полным пенсионом». В 1825 году он вновь поступил на службу — в Санкт-Петербургскую таможню и в 1824 году был назначен начальником Радзивилловской таможни.
В 1828 году он вновь поступил на военную службу ротным командиром в Институт Корпуса инженеров путей сообщения, затем стал помощником директора Института и в 1834 году был произведён в генерал-майоры. Руководил работами на строительстве Царскосельской железной дороги.
В 1843 году, после конфликта с П. А. Клейнмихелем, который приказал выпороть трёх учащихся института, он ушёл в отставку «с мундиром и пенсионом полного оклада»; 4 декабря 1843 года он получил орден Св. Георгия 4-й степени (№ 6930) за выслугу лет.
Исполнял обязанности начальника Военно-инженерного училища и в 1848 году окончательно вышел в отставку.
Умер 10 (22) июня 1872 года. Был похоронен в Петербурге на Волковом православном кладбище (Богаделинская дорожка). На могиле был установлен памятник по его собственному проекту, представляющий массивную мраморную пирамиду, на гранях которой написаны места сражений, в которых он участвовал, и изображены его боевые ордена.

## Награды
- Орден Святой Анны 4-й степени (19 октября 1813)[3]
- Орден Святой Анны 2-й степени (11 июня 1832)[4]
- Орден Святого Владимира 3-й степени
- Орден Святого Станислава 1-й степени (21 мая 1839)[5]
- Орден Святого Георгия 4-й степени за 25 лет беспорочной выслуги в офицерских чинах (4 декабря 1843)
- Орден «Pour le Mérite» (1813, Королевство Пруссия)

## Семья
Его первая жена — Парасковья Гавриловна, урождённая Вишневская, умерла в 1833 году и была похоронена на Волковом кладбище.
Вторая жена (с 1835) — Елизавета Николаевна, урождённая Дубенская, дочь Н. П. Дубенского. Их сын — В. В. Лермантов.